# Szószikratész (rétor)
Szószikratész (görög betűkkel Σωσικράτης) görög rétor.
Életéről semmit sem tudunk, működésének pontos ideje sem ismert, a legelfogadottabb nézet szerint talán a Kr. e. 3. században élt. Beszédei néhány, a scholionokban fennmaradt töredéket kivéve elvesztek.